# 朱江 (气象学家)
朱江（1963年10月—），广东惠州人，中国气象学家，曾任中国科学院大气物理研究所所长。

## 生平
1984年本科毕业于安徽师范大学数学系，毕业后在一所中专学校任教。1986年考取哈尔滨工业大学数学系研究生，1988年获“中英友好奖学金”公派到英国兰卡斯特大学数学系攻读博士学位，于1992年获哲学博士学位。1992年至1994年，在青岛海洋大学（现中国海洋大学）做博士后研究，师从气象学家曾庆存院士。1994年至1996年，在中国科学院大气物理研究所做博士后研究。1996年入职中国科学院大气物理研究所，期间于1998年至2001年在日本气象厅气象研究所访问。2001年8月，任大气物理研究所所长助理。2003年12月，任大气物理研究所副所长。2014年5月，任大气物理研究所所长。2019年9月，卸任大气物理研究所所长职务，保留正局级。

## 学术贡献
主要从事大气、海洋资料同化和自然控制论研究。主持国家重点研发计划项目、中科院战略性先导专项项目、国家自然科学基金重点项目、科技部973项目课题、国家自然科学基金重大国际合作项目等课题多项。在Geophysical Research Letters、Scientific Reports、Science Bulletin、Environmental Research Letters、Nature Climate Change等发表论文近百篇。

## 社会兼职
中国海洋学会理事，中国海洋湖沼学会常务理事。

## 奖励与荣誉
- 2001年，入选中国科学院“百人计划”
- 2002年，获“国家杰出青年科学基金”资助
- 2003年，获中组部“留学回国人员先进个人”荣誉称号
- 2004年，入选“新世纪百千万人才工程”国家级人选
- 2009年，获全国优秀博士论文指导教师奖
- 2011年，获中国科学院杰出科技成就奖[4]
- 2012年，获国家科技进步奖二等奖（第三完成人）
- 2013年，获何梁何利基金科学与技术进步奖[5]
- 2017年，获国家科技进步奖二等奖（第二完成人）[6]